# Гайсинский, Моиз
Моиз (Моисей) Гайсинский (Moïse Haïssinsky; 4 ноября (23.10 по старому силю) 1898, Тараща, Киевская губерния — 1976, Париж, Франция) — французский химик.
Сын торговца Натана Гайсинского. Учился в Харьковском университете. В Италии с 1920 года. Окончил Римский университет, доктор химии с 1927 года.
В 1927-30 годах работал в химической лаборатории, в 1930-36 гг. — в Парижском университете, с 1945 года работал в Париже, с 1955 года — директор Национального центра научных исследований.
Автор трудов по радиационной химии. В 1949—1950 годах он, в частности, выступил с критикой актинидной концепции размещения элементов с порядковым номером, начиная с 90, в периодической системе Д. Менделеева (концепцию сформировал в 1945 американский учёный Г. Сиборг). Учёный-автор книги «Ядерная химия и её применение» (1957).
В соавторстве с французским радиофизики Ж. Ладновым в 1965 году издал «Радиохимический словарь терминов», в котором впервые обобщены основные характеристики 104 известных элементов периодической системы Д. Менделеева. Авторы, к тому же, при описании каждого элемента изложили историю его открытия, его физические и химические свойства, изотопный состав, способы получения изотопов, их ядерные характеристики, а также наиболее важные области применения.

## Переводы на русский
- М.Н. Гайсинский. Ядерная химия и её приложения. — М.: Издательство иностранной литературы, 1961. — 727 с.